# Művészeti Szalon
Művészeti Szalon – képes havi folyóirat volt Kolozsvárt 1926 és 1932 között.

## Története
Alapítója és főszerkesztője Hirschler József, felelős szerkesztője Kende János. A Providentia nyomdánál megjelentetett kisfólió méretű lap mindenekelőtt művészettörténeti feltáró és ismeretterjesztő írásoknak adott helyet. Emellett kitekintést nyújtott a képzőművészet korabeli egyetemes irányzataira és olykor hazai eseményeire is.
Múltba tekintő, a klasszikus értékeket fölkutató szellemi igazodását Hirschlernek az itáliai kultúra iránti mély vonzódása és tudós egyházművészeti képzettsége határozta meg. Maga is több tanulmányt közölt a folyóiratban az itáliai reneszánsz festészetről és építészetről, valamint az olasz-magyar művelődési kapcsolatokról. A szerkesztés gyakorlati munkáját – tanári elfoglaltsága mellett – Kende János végezte. Illusztrációival, rajzaival s ugyanakkor kritikai írásaival a grafikus Tóth István volt segítségére.
Megjelenésének közel hét éve alatt a Művészeti Szalon munkatársainak, rendszeresen közlő szerzőinek tekinthette a korabeli tudományos élet jeleseit, történészeket, esztétákat, kritikusokat. Kelemen Lajosnak több tanulmánya, így az erdélyi kastélyokról, nemesi palotákról, korai mennyezetfestményeinkről, művészeti emlékekről írt fontos és számon tartott közlései jelentek meg itt. Az őskor művészetéről, régészeti leletekről értekezett a folyóiratban Roska Márton. Történelmi, művelődéstörténeti és művészeti-építészeti, valamint esztétikai kérdésekről közöltek olyan szerzők, mint Bitay Árpád, Gyalui Farkas, Lyka Károly, Lázár Béla, Genthon István, P. Németh Gellért, Moll Elemér, Siklóssy László, Tereh Géza. 
Több történeti föltáró és értékelő írás foglalkozott a régi magyar művészek, Barabás Miklós, Paál László, Székely Bertalan, Melka Vince, Gyárfás Jenő, Kolozsvári-Szeszák Ferenc, Biasini Mária pályarajzával. S bár kritikai és jelenségfeltáró írások is helyet kaptak a lapban mind a modern művészetről (expresszionizmus, futurizmus, primitívek), mind az erdélyi művészeti életről (Barabás Miklós Céh, nagybányaiak), a kiadvány nem tudott igazi fóruma lenni a kor hazai képzőművészetének. Emiatt – konzervativizmusát fölróva – támadások érték. Érdemének tudhatták be azonban, hogy a kromopapíron megjelentetett több száz minőségi reprodukció az olvasók számára az egyetemes és magyar művészet jelentős alkotásait tette hozzáférhetővé.
Az 1929-1933-as gazdasági válság éveiben a folyóirat egyre nagyobb anyagi gondokkal küzdött, végül a nagyszámú hirdetés, rajzos-fényképes reklám sem menthette meg a megszűnéstől.